# Iotrochotidae
Iotrochotidae é uma família de esponjas marinhas da ordem Poecilosclerida.

## Gêneros
- Amphiastrella Dendy, 1896
- Hymetrochota Topsent, 1904
- Iotroata de Laubenfels, 1936
- Iotrochopsamma de Laubenfels, 1936
- Iotrochota Ridley, 1884
- Rotuloplocamia Lévi, 1952